# Comuni della Repubblica Ceca (A)
Questa pagina contiene l'elenco dei comuni cechi il cui nome inizia con la lettera A.
Per ciascun comune sono indicati il distretto e la regione d'appartenenza. I comuni che hanno lo status di città (město) sono indicati in grassetto, quelli che hanno lo status di comune mercato (městys) in corsivo.
| Comune                          | Distretto           | Regione             |
| ------------------------------- | ------------------- | ------------------- |
| Abertamy                        | Karlovy Vary        | Karlovy Vary        |
| Adamov (Moravia meridionale)    | Blansko             | Moravia meridionale |
| Adamov (Boemia centrale)        | Kutná Hora          | Boemia centrale     |
| Adamov (Boemia meridionale)     | České Budějovice    | Boemia meridionale  |
| Adršpach                        | Náchod              | Hradec Králové      |
| Albrechtice (Moravia-Slesia)    | Karviná             | Moravia-Slesia      |
| Albrechtice (Pardubice)         | Ústí nad Orlicí     | Pardubice           |
| Albrechtice nad Orlicí          | Rychnov nad Kněžnou | Hradec Králové      |
| Albrechtice nad Vltavou         | Písek               | Boemia meridionale  |
| Albrechtice v Jizerských horách | Jablonec nad Nisou  | Liberec             |
| Albrechtičky                    | Nový Jičín          | Moravia-Slesia      |
| Alojzov                         | Prostějov           | Olomouc             |
| Andělská Hora (Karlovy Vary)    | Karlovy Vary        | Karlovy Vary        |
| Andělská Hora (Moravia-Slesia)  | Bruntál             | Moravia-Slesia      |
| Anenská Studánka                | Ústí nad Orlicí     | Pardubice           |
| Archlebov                       | Hodonín             | Moravia meridionale |
| Arneštovice                     | Pelhřimov           | Vysočina            |
| Arnolec                         | Jihlava             | Vysočina            |
| Arnoltice                       | Děčín               | Ústí nad Labem      |
| Aš                              | Cheb                | Karlovy Vary        |